# Duque de Caxias (Santa Maria)
Duque de Caxias és un barri de la ciutat brasilera de Santa Maria, Rio Grande do Sul. El barri està situat al districte de Sede.

## Villas
El barri amb les següents villas: Duque de Caxias, Parque Residencial Duque de Caxias, Vila Lameira, Vila Moreira, Vila Plátano.

## Galeria de fotos

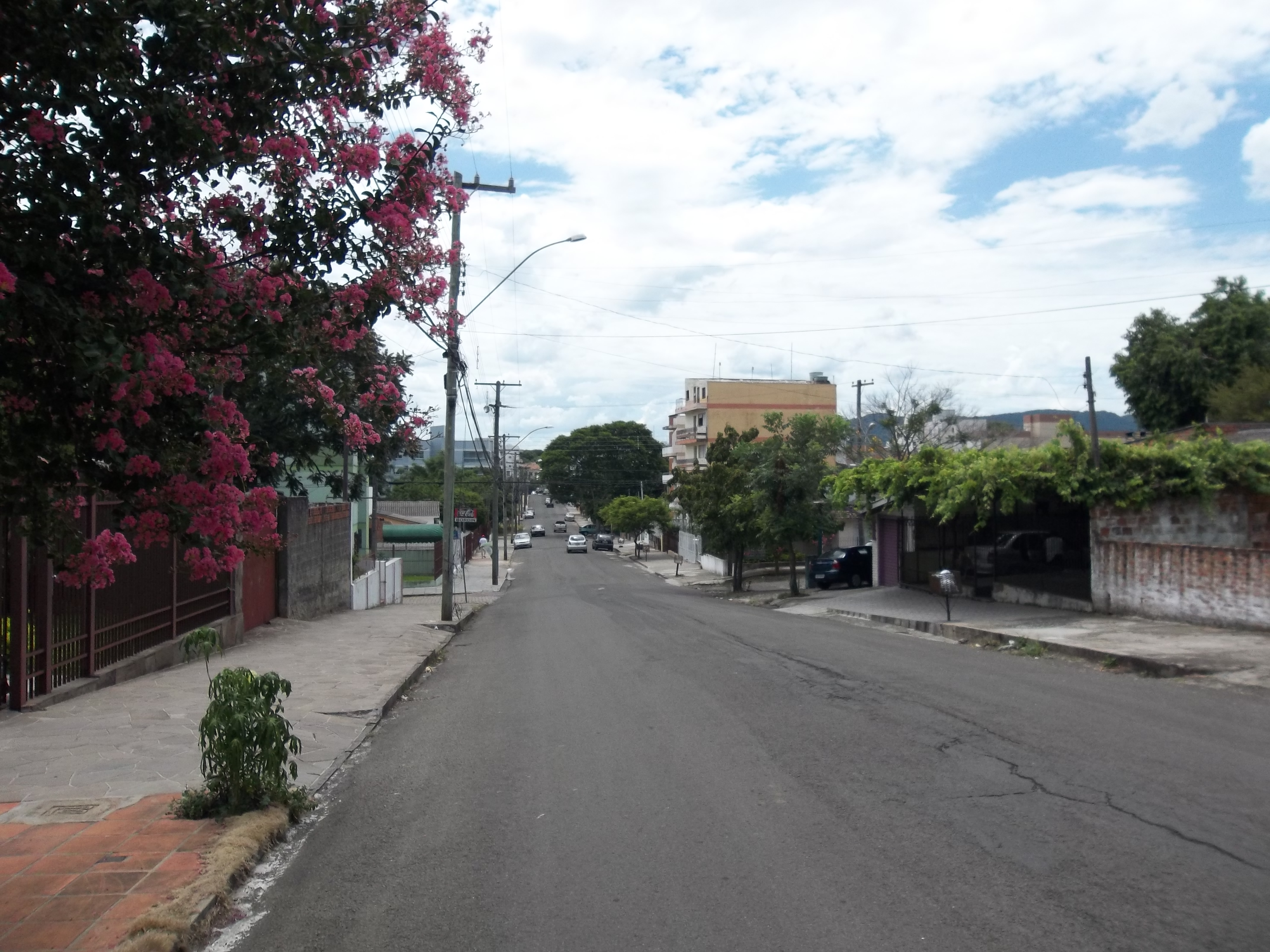

| Patronato | Patronato / Nossa Senhora de Fátima | Nossa Senhora Medianeira |
| Patronato |                                     | Nossa Senhora Medianeira |
| Patronato | Urlândia / Uglione                  | Uglione                  |